# Liste der Naturdenkmale in Binz
Die Liste der Naturdenkmale in Binz nennt die Naturdenkmale in Binz im Landkreis Vorpommern-Rügen in Mecklenburg-Vorpommern.

## Naturdenkmale
| Bild                          | Nr.       | Bezeichnung            | Standort                                                                    | Beschreibung | Schutzzweck | Verordnung |
| ----------------------------- | --------- | ---------------------- | --------------------------------------------------------------------------- | ------------ | ----------- | ---------- |
| mehr Fotos \| Fotos hochladen | ND-005-01 | Mammutbaum, Mammutbaum | Binz Heinr.-Heine-Straße / Schwedenstraße (54° 24′ 0,8″ N, 13° 36′ 51,5″ O) |              |             |            |
| BW                            | ND-005-02 | Rotbuche               | Binz Putbuser Straße 30/32 (54° 23′ 56,1″ N, 13° 37′ 8,4″ O)                |              |             |            |
| BW                            |           | Trauerweide            | Binz Pestalozzistraße 3/3A (54° 23′ 59,2″ N, 13° 36′ 25,5″ O)               |              |             |            |
| BW                            |           | Trauerweide            | Binz Pestalozzistraße 3 (54° 23′ 59,1″ N, 13° 36′ 25,8″ O)                  |              |             |            |
| BW                            |           | Stieleiche             | Binz westlich Sportplatz (54° 23′ 30,9″ N, 13° 37′ 5,4″ O)                  |              |             |            |
| BW                            |           | Rotbuche               | Binz (54° 23′ 38″ N, 13° 37′ 27″ O)                                         |              |             |            |
| BW                            |           | Rotbuche               | Binz (54° 23′ 39″ N, 13° 37′ 29″ O)                                         |              |             |            |
| BW                            |           | Rotbuche               | Binz (54° 23′ 35″ N, 13° 37′ 32″ O)                                         |              |             |            |
| BW                            |           | Rotbuche               | Binz (54° 23′ 35″ N, 13° 37′ 33″ O)                                         |              |             |            |
| Fotos hochladen               |           | Eiche                  | Granitz (54° 23′ 38,2″ N, 13° 39′ 28,5″ O)                                  |              |             |            |
| BW                            |           | Kiefer                 | Prora Südstrand / Erste Straße (54° 25′ 44,1″ N, 13° 34′ 49,9″ O)           |              |             |            |